# Nordische Skiweltmeisterschaften 1925/Teilnehmer (Deutschland)
| Goldmedaillen | Silbermedaillen | Bronzemedaillen |
| ------------- | --------------- | --------------- |
| —             | —               | —               |

An den nachträglich zu den Nordischen Skiweltmeisterschaften von 1925 erklärten Rendezvous-Rennen in Johannisbad im tschechoslowakischen Teil des Riesengebirges nahm das Deutsche Reich mit einer Delegation von zumindest 8 Athleten teil.
Das deutsche Team traf am 10. Februar in Johannisbad ein. H. Beck (Hoch empor München), hatte nachgenannt, scheint aber in keinen Ergebnislisten auf.
Die erfolgreichsten deutschen Teilnehmer waren die beiden Thüringer Max Kröckel mit einem 7. Rang im Skispringen und Walter Wagner mit den Plätzen 10 und 11 im Skispringen bzw. in der Nordischen Kombination.

## Teilnehmer und ihre Ergebnisse
| Sportler        | Verein                             | Skilanglauf 18 km | Skilanglauf 50 km | Skispringen Großschanze | Nordische Kombination |
| --------------- | ---------------------------------- | ----------------- | ----------------- | ----------------------- | --------------------- |
| ? von Ekkeherdt |                                    | -                 | 45.               | –                       | –                     |
| Kurt Endler     | Windsbraut Schreiberhau, Schlesien | 15.               | –                 | DNF                     | –                     |
| Heinz Ermel     | SSV Krummhübel, Schlesien          | 65.               | –                 | 14.                     | 19.                   |
| Alfred Häring   |                                    | 37.               | –                 | 30.                     | -                     |
| Max Kröckel     | WV Neuhaus am Rennweg, Thüringen   | 36.               | –                 | 7.                      | 13.                   |
| Georg Mischak   | Schreiberhau                       | 74.               | –                 | 26.                     | 22.                   |
| Walter Wagner   | WV Neuhaus am Rennweg, Thüringen   | 22.               | –                 | 11.                     | 10.                   |
| ? Wiesner       |                                    | 56.               | –                 | –                       | –                     |